# Тернопільська обласна бібліотека для дітей
Тернопільська обласна бібліотека для дітей — культурно-освітня, науково-інформаційна установа. Підпорядкована Міністерству культури і мистецтва України. Заснована у січні 1940.
Обслуговує дітей, підлітків і організаторів дитячого читання. Бібліотека щорічно обслуговує 12,5 тис. користувачів.
Розташована на вулиці Коперника, 17. Працює з 10.00 до 18.00. Вихідний: субота.

## Історія
Тернопільську обласну бібліотеку для дітей було засновано 27 січня 1940 року з читальнею на 150 місць. Книжковий фонд тоді нараховував 4500 примірників документів.
У 1963 році бібліотека отримала назву Державної обласної бібліотеки для дітей і була переведена в нове приміщення по вул. Коперника, 17, де працює донині.

## Структура

#### Сектор літератури іноземними мовами
Сектор естетичного виховання

#### Відділ господарсько-технічного забезпечення
Фонд — 150 тисяч примірників.
Бібліотека передплачує газет близько 50 назв та журналів близько 120 назв.

## Довідко-бібліографічний апарат
Довідково-бібліографічний апарат бібліотеки складається з каталогів — абеткового; систематичного; систематичного грамзаписів; систематичного нотних видань; картотек — систематичної; краєзнавчної, науково-методичної і педагогічної літератури; абеткової назв літератури; методично-бібліографічних матеріалів; тематичних пісень; абеткових грамзаписів, композиторів, виконавців, репродукцій.
До послуг користувачів — інтернет-центр.

## Програми і заходи
У бібліотеці діють програми «Бібліотека і освіта», «Бібліотека і користувач» і «Діти і книга».
При бібліотеці також діють:
- театр-студія «Барвінок»;
- літературно-мистецька вітальня «Сім муз»;
- клуб правових знань «Тобі про закон»;
- Школа ввічливих малят.